# Ravine Serpent Waterfall
Die Ravine Serpent Waterfall ist ein Wasserfall auf der Karibikinsel St. Lucia. 

## Geographie
Der Wasserfall liegt am Oberlauf des Canelles River im Quarter (Distrikt) Micoud. Er liegt auf einer Höhe von ca. 170 m. 